# Фачино Кане
Бонифачио Кане или Фачино Кане де Казале (на италиански: Bonifacio Cane, Facino Cane de Casale; * 1360, Казале Монферато, † 16 май 1412, Павия) е италиански благородник и кондотиер.

## Биография
Той е на служба първо на Джан Галеацо Висконти, херцога на Милано, който се бие против Мантуа. След смъртта на херцога през 1402 г. Фачино Кане поема закрилата на неговите синове, Джовани Мария Висконти, новия херцог, и Филипо Мария Висконти. Тъй като Джовани Мария Висконти е още малолетен по това време, Фачино поема регентството и става негов велик кондотиер. Към 1404 г. личните му владения включват градовете Новара, Алесандрия, Верчели, Тортона и езерото Лаго Маджоре.
На 2 септември 1403 г. се жени в Танд за Беатриче ди Тенда (1372 – 1418). Италианският историк от 15 – 16 век Бернардино Корио е първият, който я назовава „Беатриче ди Тенда“ в своята „История на Милано“. След него цялата традиция до най-новите историци смятат, че тя принадлежи към семейство Ласкарис ди Вентимиля и е дъщеря според някои на Антонио, граф на Танд и на Маргарита дел Карето от маркизите на Финале, а според други – на граф Гулиелмо Пиетро или на граф Пиетро Балбо Ласкарис, граф на Вентимиля и сеньор на Танд и на представителка на рода Дел Карето или на съпругата му Полигена. В такъв случай тя би била правнучка на Евдокия Ласкарина Асенина и следователно по тази линия – прапраправнучка на българския цар Йоан Асен II.
Фачино умира през 1412 г. в Павия. По негово желание вдовицата му се омъжва през 1412 г. за Филипо Мария Висконти и му дава неговите владения, войници и огромно състояние.